# Stella dissidente
Stella dissidente è un album di Enzo Avitabile, pubblicato nel 1990.

## Tracce
1. Credi – 4:38
2. Fammi dire – 4:18
3. Irie sister – 5:22
4. Quel minimo d'amore – 4:26
5. Stella dissidente – 5:13
6. E così – 4:03
7. Pesetas – 4:47
8. Je suis napolitain – 4:22
9. Vola con me – 4:49
10. 'O rip 'o rap – 4:22
11. Non voglio stare solo – 4:53